# Nina M. Davies
Nina M. Davies, née Anna Macpherson Cummings à Thessalonique en Grèce le 6 janvier 1881 et morte le 21 avril 1965 à Oxford, est une égyptologue britannique.

## Biographie
En 1906, elle décide de rendre visite à des amis à Alexandrie — origine de son intérêt pour l'Égypte et ses monuments — qui lui font rencontrer l'égyptologue Norman de Garis Davies. Ils se fiancent, et se marient à Hampstead, au nord de Londres, le 8 octobre 1907. Ils partent aussitôt ensemble pour l'Égypte où ils s'installent à Thèbes. Bien que n'étant officiellement au service de personne, Nina participe au travail de Norman dans les tombes où il travaille ; elle peint ses premières toiles en 1908, dans la tombe thébaine TT45. Alan Henderson Gardiner est impressionné par les peintures que Nina a produites, lui proposant de les acquérir, ce qu'il fait de 1909 à 1929.
En 1913-14, Norman Davies engage Nina pour le Metropolitan Museum of Art ; le MMA possède une collection inégalée de fac-similés de peintures de scènes égyptiennes, plus de 120 de ces peintures sont de Nina Davies, et près de 50 de son mari.
Elle meurt en 1965 d'un cancer du rein et d'un accident vasculaire cérébral.

## Publications
- avec A. H. Gardiner, The Tomb of Amenemhet (No. 82), 1915
- Victoria and Albert Museum Facsimiles of Theban wall-painting, by Nina de Garis Davies, lent by Dr Alan H. Gardiner, London, 1923
- avec A. H. Gardiner, The Tomb of Huy Viceroy of Nubia in the reign of Tut‘ankhamun (No. 40), 1926
- avec N. de G. Davies, The Tombs of Menkheperrasonb, Amenmose, and Another (Nos.86, 112, 42, 226), 1933
- avec A. H. Gardiner, Ancient Egyptian Paintings, 3 vols, Chicago, 1936
- avec A. H. Gardiner, A. Champdor, La peinture égyptienne ancienne, Paris, 1953/1954
- Egyptian Paintings, London, 1954
- Picture writing in Ancient Egypt, Oxford, 1958
- Egyptian tomb paintings, from originals mainly of the 18th dynasty in the British Museum and the Bankes Collection, London, 1958
- Ägyptische Wandmalerei. Nach Originalen, meist aus der 18. Dynastie, im Britischen Museum und in der Sammlung Bankes, Berlin, 1959
- Tutankhamun’s Painted Box, Oxford, 1962
- Scenes from some Theban Tombs (nos. 38, 66, 162, with excerpts from 81), 1963